# 명인코리아
명인코리아(Myounginkorea)는 대한민국의 배관자재 제조/유통 전문 기업이다.

## 특징
2008년 6월 명인배관으로 시작하여 2011년 (주)명인코리아로 법인 전환했다. 2013년 서울 시흥지사를 설립하고 중국 현지 공장에 OEM 생산 계약을 체결했다. 2014년 1월 MRO 사업부를 신설하여 대기업 MRO 계열사에 공급을 시작했다. 2016년 5월 상표 및 서비스표 등록을 완료했고 2017년 3월 기술개발 연구소를 설립했다.

## 연혁
- 2008년 6월 명인배관 설립
- 2011년 6월 (주)명인코리아 법인 전환
- 2013년 서울 시흥지사 설치, 중국 현지 공장 OEM 생산계약 체결(MK 브랜드 론칭)
- 2014년 1월 MRO 사업부 신설
- 2014년 2월 서울 구로지사 설치
- 2016년 5월 상표 및 서비스표 등록 완료
- 2017년 3월 제품 개발 및 기술지원 연구소 설립

## MK 브랜드
- 쎄니타리 피팅(Sanitary Fitting)
- 쎄니타리 밸브(Sanitary Valve)
- 스텐 피팅(Stainless Steel Fitting)
- 프리미어 볼밸브(Premier Ball Valve)
- 프리미어 밸브(Premier Valve)
- 진공 피팅(Vacuum Fitting)
- 진공 밸브(Vacuum Valve)
- 공압밸브(Pneumatic Valve)
- 사이트글라스(Sight Glass)
- 탱크맨홀(Tank Manhole)
- 다이아후렘 밸브(Diaphragm Valve)
- 부자재(Subsidiary Material)